# (8445) Novotroitskoe
(8445) Novotroitskoe est un astéroïde de la ceinture principale.

## Description
(8445) Novotroitskoe est un astéroïde de la ceinture principale. Il fut découvert le 31 août 1973 à Naoutchnyï par Tamara Smirnova. Il présente une orbite caractérisée par un demi-grand axe de 3,05 UA, une excentricité de 0,21 et une inclinaison de 2,8° par rapport à l'écliptique.

## Compléments